# Tuoddargruppen

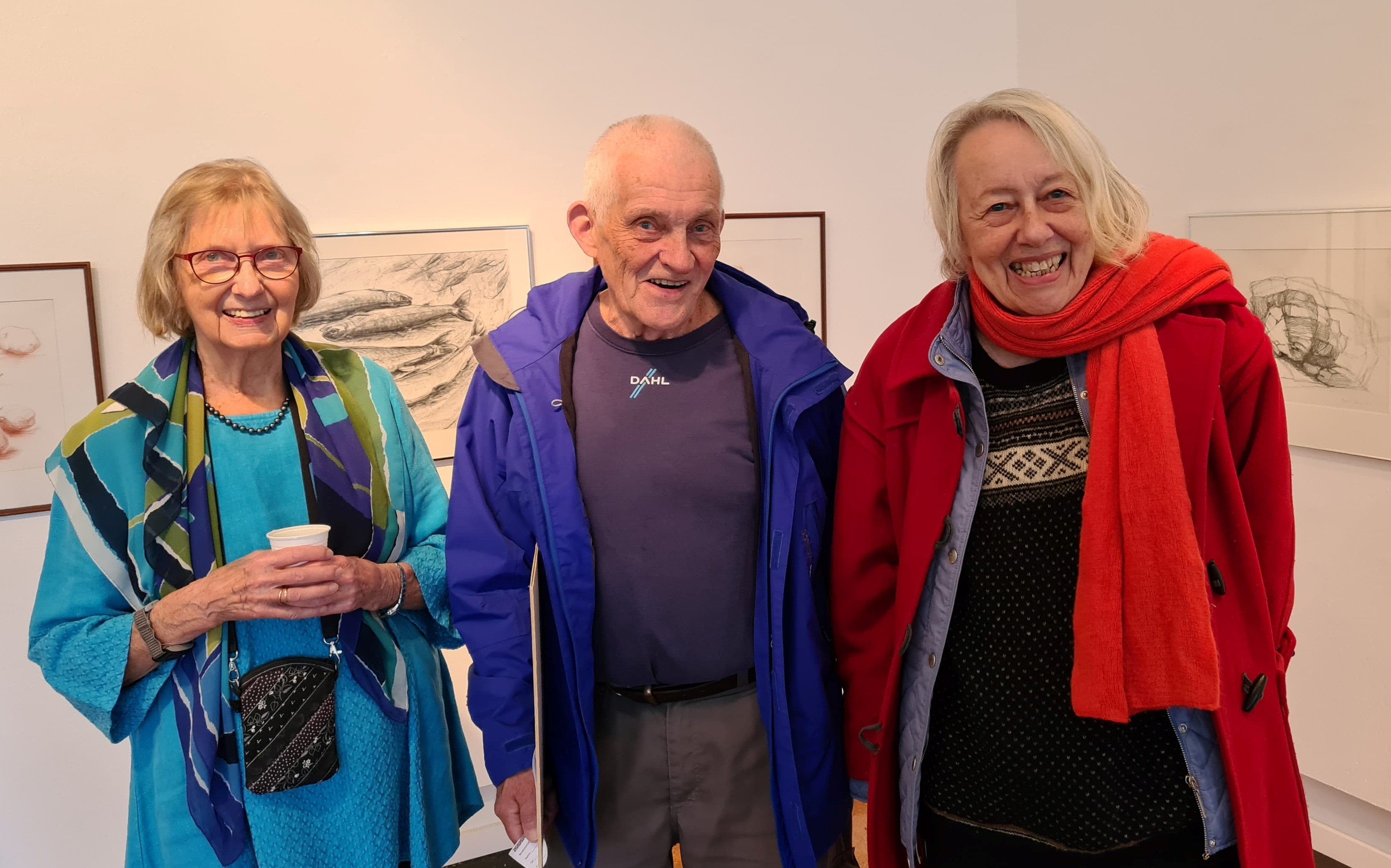
Tre av grundarna, och de mest långvariga medlemmarna, av Tuoddargruppen (Från Vänster) Barbro Törngren, Berry Kurkkio och Lena Nallo. 15 Oktober 2022 i Malmbergets Konsthall.

Tuoddargruppen var ett konstnärskollektiv verksamt i Malmberget mellan 1975 och 2009. Konstnärena arbetade med målning, teckning, grafik och textiltryck. Namnet härrör från det nordsamiska ordet för lågfjäll. Gruppen grundades på initiativ av Lena Nallo som tillsammans med Berry Kurkkio torde vara mest känd av konstnärerna. Tuoddargruppen hade som mest 24 medlemmar och vid avslutet 2009 var det 10 medlemmar. För verksamheten arrenderades  från 1982 den så kallade Tuoddarvillan av gruvbolaget LKAB. När den måste överges 2009 på grund av att gruvan expanderade avstannade verksamheten. Gruppen tilldelades Gällivare kommuns kulturstipendium 1982.